# Albrecht von Graefe
Friedrich Wilhelm Ernst Albrecht von Gräfe (vagy Graefe) (Berlin, 1828. május 22. – Berlin, 1870. június 20.) a német szemészet porosz úttörője.

## Élete
Született Berlinben, Porosz Királyságban. Apja Karl Ferdinand von Gräfe (1787-1840). Fia a szélsőjobboldali politikus Albrecht von Graefe (1868-1933).
Graefe filozófiát, logikát, természettudományokat és anatómiát tanult Berlinben, majd 1847-ben diplomázott. Prágában, Párizsban, Bécsben és Londonban folytatta tanulmányait, különös figyelmet szentelve a szemészetnek. 1850-ben kezdett el szemészként dolgozni Berlinben.
1858-ban a Leopoldina tagjává választották és Berlinben a szemészet docense lett, majd 1866-ban egyetemi tanárnak nevezték ki. 1868-ban Graefe a Charité szemészeti osztályának igazgatója lett. 1870-ben a külföldi tagjává választotta a Svéd Királyi Tudományos Akadémia.
1862-ben hozzáment Anna Knuthhoz. Három gyermekük született, közülük kettő meghalt csecsemőkorában.
Graefe 1870. július 20-án halt meg Berlinben, tuberkulózisban.
Graefe a 19. század egyik legfontosabb szemésze volt. Eredményei között volt a glaukóma és a szürke hályog kezelése.